# Kendall Blanton
Kendall Blanton (Blue Springs, 10 novembre 1995) è un giocatore di football americano statunitense che milita nel ruolo di tight end per i Kansas City Chiefs della National Football League (NFL).

## Carriera

### Los Angeles Rams
Blanton firmò con i Los Angeles Rams dopo non essere stato scelto nel Draft NFL 2019 il 29 aprile. Fu svincolato il 31 agosto 2019, rifirmando il giorno successivo con la squadra di allenamento. Fu promosso nel roster attivo il 3 dicembre 2019. Debuttò nella NFL il 12 dicembre 2019, giocando 4 snap con gli special team nella vittoria per 28-12 sui Seattle Seahawks.
Blanton fu svincolato alla fine del training camp il 5 settembre 2020. Rifirmò con la squadra di allenamento il 6 settembre 2020, dove trascorse tutta la stagione 2020. Il 19 gennaio 2021 firmò un nuovo contratto con i Rams. All'inizio della stagione 2021 firmò nuovamente con la squadra di allenamento. Fu promosso nel roster attivo il 24 ottobre 2021, per la gara della settimana 7 contro i Detroit Lions. Il 13 febbraio 2022 Blanton partì come titolare nel Super Bowl LVI al posto dell'infortunato Tyler Higbee. Nel Super Bowl non ricevette alcun passaggio ma i Rams vinsero 23-20 contro i Cincinnati Bengals.

## Palmarès

### Franchigia
- Super Bowl : 2

Los Angeles Rams: LVI
Kansas City Chiefs: LVII
- National Football Conference Championship: 1

Los Angeles Rams: 2021
- American Football Conference Championship: 1

Kansas City Chiefs: 2022